# Colon (Nebraska)
Colon é uma vila localizada no estado americano de Nebraska, no Condado de Saunders.

## Demografia
Segundo o censo americano de 2000, a sua população era de 138 habitantes.
Em 2006, foi estimada uma população de 133, um decréscimo de 5 (-3.6%).

## Geografia
De acordo com o United States Census Bureau, a localidade tem uma área de 0,3 km², sem área coberta por água. Colon localiza-se a aproximadamente 379 m acima do nível do mar.

## Localidades na vizinhança
O diagrama seguinte representa as localidades num raio de 16 km ao redor de Colon.